# 三濱洋俊明
三濱洋 俊明（みはまなだ としあき、1919年3月10日 - 1978年3月15日）は、三重県南牟婁郡御浜町出身で高砂部屋に所属した大相撲力士。本名は榎本 俊明（えのもと としあき）。最高位は西前頭20枚目（1948年5月場所）。現役時代の体格は173cm、83kg。得意手は左四つ、吊り出し、襷反りなど。

## 来歴・人物
小学校卒業後は父の仕事を手伝っていたが、17歳の時に力士を志して上京し、高砂部屋へ入門。
1937年1月場所で初土俵を踏み、次の5月場所では新序で3勝無敗と、好成績を残した。そのため、翌年1月場所では序ノ口を飛び越し、序二段に付け出された。
小柄な力士であったが、筋肉質で粘り腰があり、柔軟さが持ち味であった。左四つからの顎を上げながらの横吊りや威力ある投げを得意とした他、反り技も偶に見せた。十両在位時には、巨漢の智異ノ山を襷反りで下した事がある。
当初の四股名は、故郷・御浜町に因んだ「三濱山」。「御浜山」ではなく、敢えて「三濱山」としたのは、験を担いだためだという（その後、「大洋」を経て「三濱洋」へ改名している）。
十両までは比較的順調に出世したが、短期間ながら徴兵された事も災いしてか、新入幕を果たしたのは1948年5月場所とやや遅れた。
だが、同場所では1勝10敗と惨敗を喫して、1場所で十両へ逆戻り。結局、幕内はこの1場所しか務まらなかった。
現役晩年は休場がちとなり、十両14枚目まで番付を落として1949年5月場所後に廃業。
廃業後は、土建業や漁業などに従事し、その後は地元で相撲の指導者となった。
1978年3月15日、病のため59歳で逝去。

## 主な戦績
- 通算成績：96勝90敗32休 勝率.516
- 幕内成績：1勝10敗 勝率.091
- 現役在位：24場所
- 幕内在位：1場所

### 場所別成績
| 1937年 （昭和12年） | （前相撲）           | 新序 3–0                 | x                   |
| 1938年 （昭和13年） | 西序二段40枚目 5–2   | 西三段目43枚目 4–3       | x                   |
| 1939年 （昭和14年） | 西三段目18枚目 1–2–4 | 東三段目42枚目 6–2       | x                   |
| 1940年 （昭和15年） | 西三段目9枚目 4–4    | 西三段目3枚目 3–5        | x                   |
| 1941年 （昭和16年） | 東三段目9枚目 4–4    | 西幕下42枚目 4–4         | x                   |
| 1942年 （昭和17年） | 東幕下40枚目 5–3     | 西幕下13枚目 3–5         | x                   |
| 1943年 （昭和18年） | 東幕下23枚目 5–3     | 東幕下15枚目 6–2         | x                   |
| 1944年 （昭和19年） | 西十両15枚目 5–10    | 西幕下筆頭 4–2           | 東十両11枚目 5–5    |
| 1945年 （昭和20年） | x                    | 西十両6枚目 3–4          | 東十両10枚目 – 応召 |
| 1946年 （昭和21年） | x                    | x                        | 東十両 8–5          |
| 1947年 （昭和22年） | x                    | 西十両2枚目 3–7          | 西十両5枚目 8–3     |
| 1948年 （昭和23年） | x                    | 西前頭20枚目 1–10        | 西十両8枚目 6–5     |
| 1949年 （昭和24年） | 西十両5枚目 0–0–13   | 西十両14枚目 引退 0–0–15 | x                   |
| 各欄の数字は、「勝ち-負け-休場」を示す。 優勝 引退 休場 十両 幕下 三賞：敢=敢闘賞、殊=殊勲賞、技=技能賞 その他：★=金星 番付階級：幕内 - 十両 - 幕下 - 三段目 - 序二段 - 序ノ口 幕内序列：横綱 - 大関 - 関脇 - 小結 - 前頭（「#数字」は各位内の序列） |                      |                          |                     |

### 幕内対戦成績
| 力士名       | 勝数 | 負数 | 力士名 | 勝数 | 負数 | 力士名 | 勝数 | 負数 | 力士名 | 勝数 | 負数 |
| ------------ | ---- | ---- | ------ | ---- | ---- | ------ | ---- | ---- | ------ | ---- | ---- |
| 明瀬川       | 1    | 0    | 大熊   | 0    | 1    | 大ノ海 | 0    | 1    | 柏戸   | 0    | 1    |
| 九州錦       | 0    | 1    | 清水川 | 0    | 1    | 玉櫻   | 0    | 1    | 竹旺山 | 0    | 1    |
| 大起(穂波山) | 0    | 1    | 緑國   | 0    | 1    | 若葉山 | 0    | 1    |        |      |      |

※1945年秋場所は、応召のため、出場していない。復帰した1946年秋場所の番付では、帰還別格扱いとなり、東十両の番付外で出場した。

## 改名歴
- 三濱山（みはまやま、1938年1月場所-1939年1月場所）
- 大洋（おおなだ、1939年5月場所-1941年1月場所）
- 三濱洋（みはまなだ、1941年5月場所-1949年5月場所）